# Lijst van oorlogsmonumenten in Borger-Odoorn
De Nederlandse gemeente Borger-Odoorn heeft 13 oorlogsmonumenten. Hieronder een overzicht.
| Nr.  | Object                             | Herdachte groep | Ontwerper                                                | Onthulling    | Type            | Locatie                            | Plaats               | Coördinaten                   | Foto                               |
| ---- | ---------------------------------- | --- | -------------------------------------------------------- | ------------- | --------------- | ---------------------------------- | -------------------- | ----------------------------- | ---------------------------------- |
| 274  | Monument in het gemeentehuis       | burgerslachtoffers, verzet Nederland                                                                                                   | Wladimir de Vries                                        |               | reliëf          | Hoofdstraat 50, 7875 AD            | Exloo                | 52° 52' 57" NB, 6° 51' 50" OL | Monument in het gemeentehuis       |
| 580  | Oorlogsmonument                    | militairen in dienst van het Ned. Kon. na 1945, militairen in dienst van het Ned. Kon. 1940-1945, burgerslachtoffers, verzet Nederland |                                                          |               | gedenksteen     | Kerklaan, 9521 CB                  | Nieuw-Buinen         | 52° 57' 21" NB, 6° 55' 45" OL | Oorlogsmonument                    |
| 582  | Oorlogsmonument                    | militairen in dienst van het Ned. Kon. 1940-1945, burgerslachtoffers, vervolgden Nederland, verzet Nederland                           |                                                          |               | gedenksteen     | Vrijheidslaan to 2, 7876 GJ        | Valthermond          | 52° 52' 28" NB, 6° 56' 57" OL | Oorlogsmonument                    |
| 588  | Monument aan de Exloërweg          | geallieerde militairen |                                                          |               | gedenksteen     | Exloërweg 34, 9528 RL              | Buinen               | 52° 55' 4" NB, 6° 50' 53" OL  | Monument aan de Exloërweg          |
| 590  | Joods monument                     | vervolgden Nederland |                                                          |               | gedenksteen     | Hunebedstraat, 9531 JT             | Borger               | 52° 55' 46" NB, 6° 47' 41" OL | Joods monument                     |
| 591  | Oorlogsmonument                    | algemeen, allen | Lidi van Mourik Broekman                                 | 1947          | beeld/sculptuur | Torenlaan, 9531 JH                 | Borger               | 52° 55' 29" NB, 6° 47' 39" OL | Oorlogsmonument                    |
| 593  | Monument in de boswachterij Odoorn | omgekomen 3 kinderen |                                                          |               | gedenksteen     | Boswachter Meelkerlaan             | Odoorn               | 52° 52' 22" NB, 6° 48' 60" OL | Monument in de boswachterij Odoorn |
| 594  | Oorlogsmonument                    | burgerslachtoffers | Marius Duintjer (ontwerp), Wim van den Hoek (uitvoering) |               | zuil            | Boshof, 7873 AC                    | Odoorn               | 52° 51' 9" NB, 6° 50' 50" OL  | Meer afbeeldingen                  |
| 595  | Verzetsmonument                    | verzet Nederland |                                                          |               | Kruis           | Burg. J. v. Rooijenpad, 7875       | Exloo                | 52° 53' 13" NB, 6° 50' 56" OL | Verzetsmonument                    |
| 597  | Monument voor Geallieerde Vliegers | geallieerde militairen |                                                          |               | plaquette       | Burg. J. v. Rooijenpad, 7875       | Exloo                | 52° 53' 13" NB, 6° 50' 56" OL | Monument voor Geallieerde Vliegers |
| 2615 | Onderduikershol                    | vervolgden Nederland, verzet Nederland                                                                                                 |                                                          | 11 april 1984 | overig          | Westerweg                          | Valthe               | 52° 49' 59" NB, 6° 52' 26" OL | Onderduikershol                    |
| 3087 | Monument voor Rendert de Poel      | vervolgden Nederland, burgerslachtoffers, verzet Nederland                                                                             |                                                          |               | gedenksteen     | Hoofdstraat, 9531 AG               | Borger               | 52° 55' 29" NB, 6° 47' 26" OL | Monument voor Rendert de Poel      |
|      | Stolpersteine                      | vervolgden Nederland | Gunter Demnig                                            |               | plaquette       | Zie Stolpersteine in Borger-Odoorn | Drouwen, Valthermond |                               | Meer afbeeldingen                  |

Aa en Hunze ·
Assen ·
Borger-Odoorn ·
Coevorden ·
De Wolden ·
Emmen ·
Hoogeveen ·
Meppel ·
Midden-Drenthe ·
Noordenveld ·
Tynaarlo ·
Westerveld